# Бабичево (Луганская область)
Ба́бичево (укр. Бабичеве) — село, относится к Троицкому району Луганской области Украины.
Население по переписи 2001 года составляло 721 человек. Почтовый индекс — 92115. Телефонный код — 6456. Занимает площадь 46,7 км². Код КОАТУУ — 4425482502.

## Местный совет
92114, Луганська обл., Троїцький р-н, с. Лантратівка, вул. Леніна, 218  (укр.)